# Sue Scullard
Sue Scullard (* 1958 in Medway Towns) ist eine britische Schriftstellerin und Grafikerin.
Sie studierte am Camberwell College of Arts und dem Royal College of Art in London Stich und Schnitt und erhielt 1983 ihren Master of Arts. Seitdem ist sie als freischaffende Illustratorin und Holzstichkünstlerin tätig – unter anderem für die Verlage Faber & Faber und Folio Society. Als solche präsentiert sie ihre Arbeiten auch auf Ausstellungen und Festivals. Ende der 1980er Jahre tat sich Sculard mit der Veröffentlichung mehrerer Kinderbücher hervor. Insbesondere die Geschichten um die heißluftballonfahrende Abenteurerin Harriet Fanshawe brachten ihr Bekanntheit ein.
Heute lebt Scullard, die in ihrer Freizeit in den schottischen Highlands sowie in den Alpen Bergsteigen betreibt, in Cranbrook in der Grafschaft Kent.

## Literarische Werke
- The Flyaway Pantaloons. Macmillan Publishers, 1988, ISBN 978-0-333-47105-0 (Deutsche Übersetzung: Die fliegende Pluderhose. Lappan Verlag, Oldenburg, 1988, ISBN 978-3-89082-072-9)
- Miss Fanshawe and the Great Dragon Adventure. Macmillan Publishers, 1988, ISBN 978-0-333-47486-0 (Deutsche Übersetzung von Hildegard Krahé: Miss Harriets Reise mit dem Drachen. Lappan Verlag, Oldenburg, 1993, ISBN 978-3-89082-057-6)
- The Provision of Foreign Language Training to Industry for the FHE Provider. Further Education Unit, London, 1989, ISBN 1-85338-186-1
- The Great Round-the-World Balloon Race. Macmillan Publishers, 1990, ISBN 0-525-44692-3 (Deutsche Übersetzung von Hildegard Krahé: Miss Harriets Ballonfahrt um die Welt. Lappan Verlag, Oldenburg, 1990, ISBN 3-89082-092-1)
- Abgemacht: Pair Work Activities in German. Nelson Thornes Ltd., 1990, ISBN 978-0-17-439465-5

Als Illustratorin
- Ruth Tomalin: Little Nasty. Faber & Faber, 1985, ISBN 0-571-13420-3
- Nanna Aida Svendsen: Freya and the Magic Cloak. Viridian, 2002, ISBN 978-1-883746-24-7
- Nick Denchfield: The Nutcracker: A Magical Pop-up Adventure. Macmillan Publishers, 2003, ISBN 978-0-333-96134-6
- Ted Hughes: The Hawk in the Rain. Faber & Faber, Neuauflage 2005, ISBN 978-0-571-08614-6

## Weblink
- www.suescullard.co.uk – Die persönliche Internetpräsenz von Sue Scullard

| Personendaten    | Personendaten                             |
| ---------------- | ----------------------------------------- |
| NAME             | Scullard, Sue                             |
| KURZBESCHREIBUNG | englische Schriftstellerin und Künstlerin |
| GEBURTSDATUM     | 1958                                      |
| GEBURTSORT       | Medway Towns                              |